# Achterbahn (Lied)
Achterbahn ist ein Lied der deutschen Popschlager-Sängerin Helene Fischer. Das Stück ist die dritte Singleauskopplung aus ihrem siebten Studioalbum Helene Fischer.

## Entstehung und Artwork
Geschrieben wurde das Lied gemeinsam von Robin Haefs (Mad Maks), Konstantin Scherer (Djorkaeff), Vincent Stein (Beatzarre), Wim Treuner, Nico Wellenbrink (Nico Santos) und Matthias Zürkler (B-Case). Abgemischt, produziert und programmiert wurde das Stück durch das Produzenten-Trio Madizin (bestehend aus Patrick Benzner, Dave Roth und Serhat Sakin). Als ausführende Produzentin wirkte Helene Fischer mit. Das Mastering erfolgte bei TrueBusyness Mastering in Berlin unter der Leitung von Sascha ‘Busy’ Bühren. Das Lied wurde unter den Musiklabels Island Records und Polydor veröffentlicht und durch Universal Music Publishing vertrieben.
Auf dem Cover der Maxi-Single ist – neben Künstlernamen und Liedtitel – Fischer, die aus einer Gruppe von Tänzern hervorgehoben wird, zu sehen.

## Veröffentlichung und Promotion
Die Erstveröffentlichung von Achterbahn erfolgte als Teil von Fischers siebtem Studioalbum Helene Fischer am 12. Mai 2017. Die Singleveröffentlichung erfolgte vier Monate später am 8. September als Einzeldownload. Am 20. Oktober 2017 erschien mit Achterbahn (The Mixes) eine Remix-EP als CD und Download. Diese beinhaltet insgesamt elf Remixe. Unter anderem beinhaltet die EP Remixe des niederländischen House-DJs Afrojack oder der deutschen Musikproduzenten B-Case und Picco.
Um das Lied und sich selbst zu bewerben, folgten unter anderem Liveauftritte zur Hauptsendezeit während des ESC-Countdown 2017 und der Bambi-Verleihung 2017 im Ersten sowie in der Finalshow zur zehnten Staffel von Let’s Dance bei RTL.
Remixversionen
- Achterbahn (Achtabahn Extended Remix)
- Achterbahn (Afrojack Mash Up – Live-Tour-Version)
- Achterbahn (Afrojack Mash Up)
- Achterbahn (B-Case Mix)
- Achterbahn (Extended Mix)
- Achterbahn (Fosco Dance Extended Remix)
- Achterbahn (King & White Extended Club Remix)
- Achterbahn (Madizin Remix)
- Achterbahn (Picco Extended Remix)
- Achterbahn (Team 33 Remix)
- Achterbahn (Vicious Dub Remix)

## Inhalt
| „In meinem Kopf ist eine Achterbahn. Völlig abgehoben, keine Schwerkraft mehr. Nur noch Du und ich und ein Lichtermeer. Und ein Lichtermeer. Gefühle außer Plan, wie in ’ner Achterbahn.“ – Refrain, Originalauszug | Der Liedtext zu Achterbahn ist in deutscher Sprache verfasst. Die Musik und der Text entstammt der gemeinsamen Arbeit von B-Case, Beatzarre, Djorkaeff, Robin Haefs, Nico Santos und Wim Treuner. Musikalisch und stilistisch bewegt sich das Lied im Bereich des Schlagers und der Popmusik. Als Instrumentalisten sind die Mitglieder von Madizin (unter dem Pseudonym Silverjam) am Keyboard hören. Aufgebaut ist das Lied auf zwei Strophen, einer auf die Strophen folgenden Bridge sowie einem Refrain zwischen den Strophen und der Bridge, sowie einem sich wiederholenden am Ende des Liedes. Die Zeile „Gefühle ausser Plan, wie in ’ner Achterbahn“ wird von einer Auto-Tune-Einlage begleitet. Inhaltlich thematisiert das Lied wie auch Nur mit dir eine Liebesbeziehung. Er handelt davon endlich den Partner gefunden zu haben, den man schon immer suchte und dem Gefühl der Verbundenheit zu diesem. Ein Partner der einem Halt bzw. Rückenwind gibt. |

## Musikvideo
Das Musikvideo zu Achterbahn feierte seine Premiere am 20. Oktober 2017 auf der Videoplattform YouTube. Im Video zeigt sich Fischer, in denen sie tanzend das Lied singt. Sie ist zum einen in zwei Szenen mit einer Tanzgruppe zu sehen, zum anderen sieht man sie in zwei weiteren Szenen alleine tanzend. In einer weiteren Szene ist Fischer mit nacktem Oberkörper zu sehen, die mit verschiedenen rottönen bestrahlt wird und sich langsam, fast sexy bewegt und ihre intimen Stellen dabei immer mit ihren Armen oder Händen bedeckt. Die Gesamtlänge des Videos beträgt 3:41 Minuten. Regie führte Kim Willecke. Bis Oktober 2024 zählte das Musikvideo über 43 Millionen Aufrufe bei YouTube.

## Mitwirkende
| Liedproduktion - Patrick Benzner: Abmischung, Keyboard, Musikproduktion, Programmierung - Sascha Bühren: Mastering - Helene Fischer: Ausführende Produktion, Gesang - Robin Haefs (Mad Maks): Komposition, Liedtext - Dave Roth: Abmischung, Keyboard, Musikproduktion, Programmierung - Serhat Sakin: Abmischung, Keyboard, Musikproduktion, Programmierung - Konstantin Scherer (Djorkaeff): Komposition, Liedtext - Vincent Stein (Beatzarre): Komposition, Liedtext - Wim Treuner: Komposition, Liedtext - Nico Wellenbrink (Nico Santos): Komposition, Liedtext - Matthias Zürkler (B-Case): Komposition, Liedtext Unternehmen - Island Records: Musiklabel - Polydor: Musiklabel - TrueBusyness Mastering: Tonstudio - Universal Music Publishing: Vertrieb | Musikvideo (Auswahl) - Joe Becker: Spezialeffekte - Nico Bille: Aufnahmeleitung - Marvin Bruns: Kameraassistent - Jose Cota: Filmeditor - Kim Decker: Oberbeleuchter - Joris Hamann: Szenenbild - Sarah Hammerschmidt: Choreografie - Cale Kalay: Creative Producer - Sebastian Loosen: Digitale Assistenz - Sven Lützenkirchen: Kameramann - Thomas Noehre: Kameramann - Silke Pfaff: Filmproduktionsleitung - Kim Willecke: Regisseur |

## Rezeption

### Rezensionen
- Wolfgang Wendland von der deutschen Punkband Die Kassierer bewertete für Bild das Album Helene Fischer und kam bei Achterbahn zum Entschluss, dass er selbst auch auf solche Texte käme, wenn er öfters eine „Vorort-Kirmes“ besuchen würde. Die Musik sei „hundertprozentig“ tauglich für jedes „rostige Kettenkarussell“.[9]
- Jenni Zylka vom Tagesspiegel kam zum Ergebnis, dass Achterbahn die Situation seiner Aufführung schon im Titel trage. Es katapultiere einen ansatzlos direkt in die „Raupe der Neuköllner Maientage“ oder des Hamburger Doms, neben dem jungen Mann zum Mitreisen und aus den Boxen schalle zu blechernen „Deppentechnobeats“ das Lied.[10]
- Patrick Kollmer vom deutschsprachigen Schlager-Portal schlagerplanet.com beschrieb Achterbahn als fröhlichen „Bubblegum-Popschlager“, der auch von Vanessa Mai stammen könnte.[11]

### Preise
Am 13. Januar 2018 wurde Achterbahn mit der Eins der Besten in der Kategorie Video-Hit des Jahres ausgezeichnet.

## Kommerzieller Erfolg

### Chartplatzierungen
In Deutschland erreichte Achterbahn aufgrund hoher Einzeldownloads nach Fischers Auftritt bei Let’s Dance bereits vor der eigentlichen Singleveröffentlichung die deutschen und Schweizer Singlecharts. Hierbei erreichte Achterbahn zunächst in einer Chartwoche Position 91 in Deutschland. Nach der Single-Veröffentlichung am 20. Oktober 2017 stieg Achterbahn erneut auf Position zehn in die deutschen und auf Position 25 in die Schweizer Charts ein. In Österreich erreichte die Single Position 37 der Charts. In den deutschen Konservativ Pop Airplaycharts erreichte die Single für drei Wochen die Chartspitze. Zudem konnte sich das Stück mehrere Wochen in den Tagesauswertungen der deutschen iTunes-Charts platzieren und erreichte mit Position 25 seine höchste Chartnotierung.
Für Fischer als Interpretin ist Achterbahn der 15. Charterfolg in Deutschland und der neunte in Österreich und der Schweiz. Es ist für sie nach Atemlos durch die Nacht und Herzbeben der dritte Top-10-Erfolg in Deutschland. Stein erreichte als Autor oder Produzent zum 60. Mal die deutschen Charts, sowie zum 44. Mal die Charts in Österreich und zum 30. Mal die Schweizer Hitparade. Scherer erreichte in seiner Tätigkeit als Autor oder Produzent zum 60. Mal die Singlecharts in Deutschland, sowie zum 43. Mal die Charts in Österreich und zum 30. Mal die Schweizer Hitparade. Für Santos als Autor ist dies der vierte Charterfolg in Deutschland und Österreich sowie der dritte in der Schweiz. Santos erreichte hiermit erstmals mit einem Werk die Top 10 in Deutschland. Treuner erreichte als Autor zum vierten Mal die österreichischen Singlecharts, sowie nach Little Hollywood (Alle Farben & Janieck) und Lost in You (Lena Meyer-Landrut) zum dritten Mal die Charts in Deutschland (dies binnen zwei Monaten) und zum zweiten Mal nach Little Hollywood in der Schweiz. Wie Santos erreichte erstmals ein Werk von ihm die deutschen Top 10. Für Haefs ist dies als Autor nach Wir sind groß (Mark Forster) und Nummer eins (Stereoact feat. Chris Cronauer) der dritte Charterfolg in Deutschland, Österreich und der Schweiz. Es ist nach Wir sind groß der zweite Top-10-Erfolg in Deutschland für Haefs. Für das Produzenten-Trio Madizin ist es zusammen als Gruppe der erste Charterfolg, außerhalb des Projekts konnten die einzelnen Mitglieder bereits mehrere Charterfolge feiern.
| ChartsChartplatzierungen | Höchstplatzierung | Wochen |
| ------------------------ | ----------------- | ------ |
| Deutschland (GfK)        | 10 (14 Wo.)       | 14     |
| Österreich (Ö3)          | 37 (1 Wo.)        | 1      |
| Schweiz (IFPI)           | 25 (3 Wo.)        | 3      |

### Auszeichnungen für Musikverkäufe
Achterbahn wurde am 21. September 2022 mit einer Platin-Schallplatte für 30.000 verkaufte Einheiten in Österreich ausgezeichnet. Bereits am 16. März 2021 erreichte die Single Goldstatus. Es ist nach Atemlos durch die Nacht und Herzbeben die dritte Single von Fischer, die mindestens Goldstatus in Österreich erlangte. Im Mai 2023, sechs Jahre nach seiner Erstveröffentlichung, folgte Platinstatus für über 400.000 verkaufte Einheiten in Deutschland. Das Lied zählt damit zu den meistverkauften Schlagern des Landes der 2010er-Jahre.
| Land/Region        | Auszeichnungen für Musikverkäufe (Land/Region, Auszeichnung, Verkäufe) | Verkäufe |
| ------------------ | ---------------------------------------------------------------------- | -------- |
| Deutschland (BVMI) | Platin                                                                 | 400.000  |
| Österreich (IFPI)  | Platin                                                                 | 30.000   |
| Insgesamt          | 2× Platin ·                                                            | 430.000  |